# Дітер Тоденгаген
Дітер Тоденгаген (нім. Diether Todenhagen; 22 липня 1920, Ганновер — 13 грудня 1944) — німецький морський офіцер, оберлейтенант-цур-зее крігсмаріне.

## Біографія
Вступив у крігсмаріне в 1937 році, служив на тральщиках. З січня по серпень 1941 року пройшов підготовку підводника, у вересні-жовтні того ж року пройшов технічну підготовку (будова підводних човнів). З жовтня 1941 по серпень 1942 року — 1-й вахтовий офіцер на підводному човні U-703. З серпня по вересень 1942 року пройшов підготовку командира-підводника у 24-й підводній флотилії. З 26 вересня 1942 по жовтень 1943 року — командир U-48. З листопада 1943 по січень 1944 року пройшов додаткове навчання. З 1 лютого по 17 листопада 1944 року — командир U-1008, з 18 листопада 1944 року — U-365, на якому здійснив свій перший і останній похід. Човен був потоплений 13 грудня 1944 року у Норвезькому морі східніше острову Ян-Маєн (70°43′ пн. ш. 08°07′ сх. д.) глибинними бомбами двох «Свордфішів» з британського ескортного авіаносця «Кампаніа». Всі 50 членів екіпажу загинули.
Під час свого єдиного походу 5 грудня 1944 року потопив радянський патрульний катер BO-230 водотоннажністю 105 брт, всі члени екіпажу загинули. 11 грудня пошкодив британський есмінець «Кассандра» (1 710 брт), 62 зі 186 членів екіпажу загинули.

## Звання
- Кандидат в офіцери (9 жовтня 1937)
- Кадет (28 червня 1938)
- Фенріх-цур-зее (1 квітня 1939)
- Обер-фенріх-цур-зее (1 березня 1940)
- Лейтенант-цур-зее (1 травня 1940)
- Оберлейтенант-цур-зее (1 квітня 1942)

## Нагороди
- Нагрудний знак мінних тральщиків (3 січня 1941)
- Залізний хрест 2-го класу (3 березня 1941)
- Нагрудний знак підводника (24 липня 1942)